# Белаид, Зинеддин
Зинедди́н Белаи́д (араб. زين الدين بلعيد‎; род. 20 марта 1999, Тения, Бумердес) — алжирский футболист, защитник клуба «Сент-Трюйден» и сборной Алжира.

## Клубная карьера
Белаид — воспитанник клуба «НА Хуссейн Дей». 31 января 2019 года в матче против «Таджанет» он дебютировал в алжирской Лиге 1. 30 октября в поединке против «Саура» Зинеддин забил свой первый гол за «НА Хуссейн Дей». Летом 2020 года Белаид перешёл в «УСМ Алжир». 5 декабря в матче против «Саура» он дебютировал за новую команду. 26 марта 2021 года в поединке против «МК Алжир» Зинеддин забил свой первый гол за «УСМ Алжир». В 2023 году он помог клубу завоевать Кубок Конфедерации КАФ.

## Международная карьера
13 января 2023 года в матче чемпионата африканских наций против сборной Ливии Тугаи дебютировал за сборную Алжира. 
В 2024 году Белаид принял участие в Кубке Африки 2023 в Кот-д’Ивуаре. На турнире он был запасным и на поле не вышел.

## Достижения
Клубные
 «УСМ Алжир»
- Обладатель Кубка Конфедераций КАФ — 2022/2023